# Parti communiste internationaliste

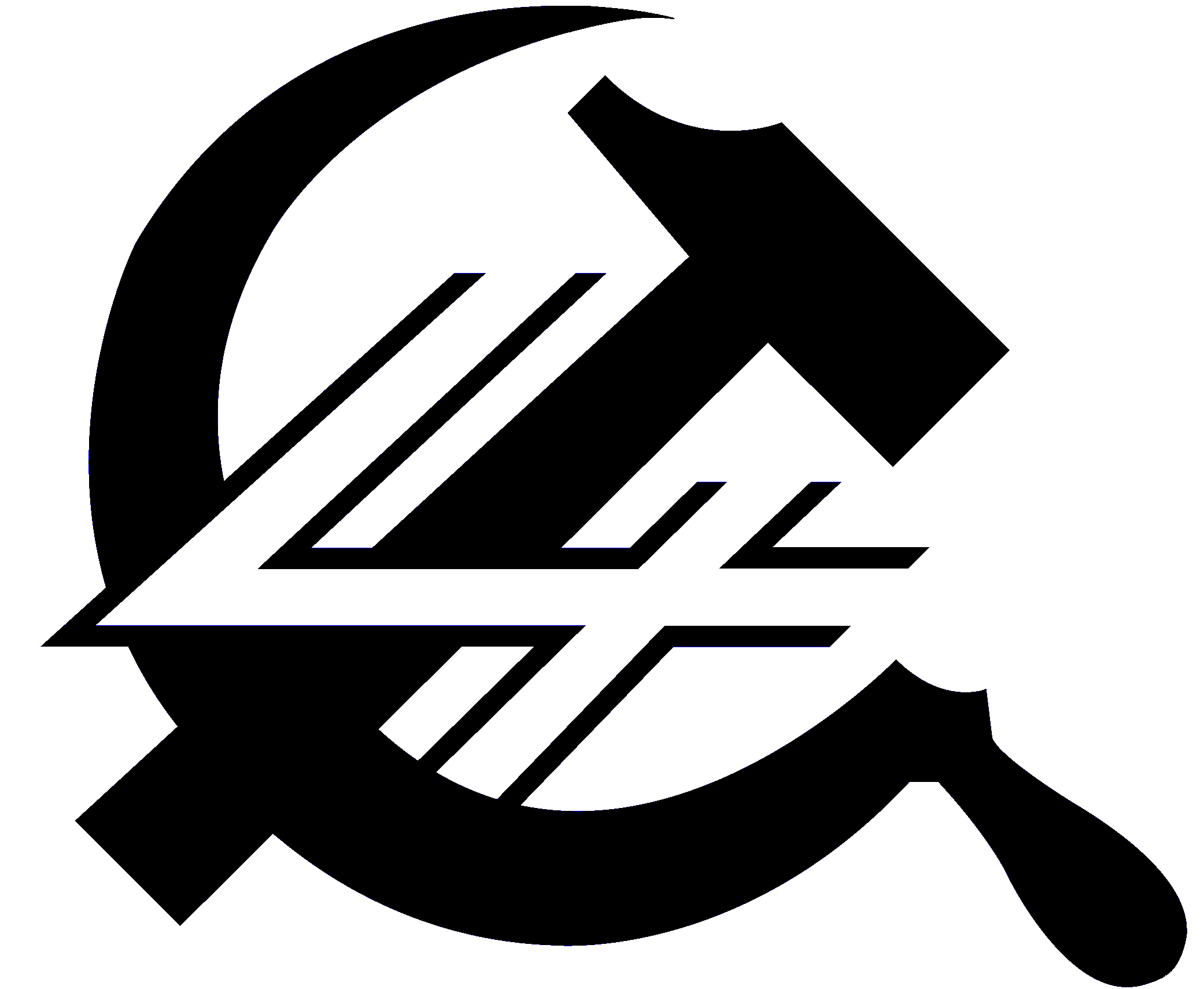
Logo der 4. Internationale

Die Parti communiste internationaliste – Section française de la Quatrième Internationale (PCI-SFQI) war eine trotzkistische Organisation, der französische Zweig der Vierten Internationale, die im März 1944 gegründet und am 12. Juni 1968 durch Regierungsbeschluss aufgelöst wurde.

## Geschichte

### Gründung
Die Parti communiste internationaliste section française de la Quatrième Internationale wurde im März 1944 durch den Zusammenschluss mehrerer trotzkistischer Gruppen mit etwa 500 Aktivisten gegründet, darunter:
- die Parti ouvrier internationaliste von Yvan Craipeau[3];
- das Internationalistische Kommunistische Komitee von Rodolphe Prager[4] und Jacques Grinblat[5];
- die groupe Octobre[A 1] von Henri Molinier[6].

Die Verhandlungen wurden von dem Griechen Michel Raptis, alias „Pablo“, vorbereitet. Die Barta-Gruppe weigerte sich, mit den anderen Trotzkisten zu fusionieren und es entstand die Union communiste (trotskyste) (Kommunistische Union (Trotzkisten)).
Es ist bemerkenswert, dass der gewählte Name, Parti communiste internationaliste, den Namen einer französischen trotzkistischen Partei aufgriff, die im März 1936 von Raymond Molinier (dem Bruder des obengenannten Henri Molinier), Pierre Frank und dem späteren Nazi René Binet gegründet wurde und die Zeitung La Commune herausgab. Diese Partei von Molinier und Frank hatte sich gegen die „offizielle“ (von Leo Trotzki anerkannte) Sektion, die Parti ouvrier internationaliste von Jean Rous und Yvan Craipeau, gestellt und wurde von der trotzkistischen Presse als „antitrotzkistisch“ bezeichnet. Pierre Lambert gehörte ab 1937 zu ihren Aktivisten. Diese Gruppierung hatte eine kurzlebige Existenz und verschwand de facto mit Beginn des Zweiten Weltkriegs.

### Aktivität
Ab 1945 unterwanderte die PCI die Sozialistische Jugend (JS), wobei Jugendliche der PCI und der JS 1945 bis 1947 gemeinsame Praktika und Lager absolvierten. Gemeinsam übernahmen sie die Kontrolle über die Jugendherbergen (damals 40.000 Mitglieder). Yvan Craipeau, der André Essel, den späteren Geschäftsführer der Fnac, zu den JS schickte, hielt daraufhin „Fraktionssitzungen“ mit der gesamten JS-Führung und drei der zwölf Mitglieder der SFIO-Führung (darunter der stellvertretende Nationalsekretär Yves Dechézelles) ab. Neben Dechézelles gehörten Innenminister Adrien Tixier, Robert Pontillon (späterer enger Vertrauter von François Mitterrand), Roger Fajardie (späterer Führer der Force ouvrière und des Grand Orient de France), Max Théret (Freund von Mitterrand und Mitbegründer der Fnac) und Jean Rous zu den Sozialisten, die der PCI nahe standen.
Nachdem die PCI Ende 1945 aus dem Untergrund gekommen war, stellte sie bei den Parlamentswahlen 1946 in 11 Départements Kandidaten auf, die zwischen 2 und 5 Prozent erreichten; Yvan Craipeau verfehlte die Wahl in Taverny (Département Val-d’Oise|Val-d’Oise) um einige hundert Stimmen.
Nach 1952 zählte die PCI etwa 200 Aktivisten, hauptsächlich Intellektuelle (Maurice Nadeau, der Mathematiker Laurent Schwartz, Félix Guattari etc.) Nach der Veröffentlichung des Chruschtschow-Berichts, dem Ungarischen Volksaufstand und der Verschärfung des Algerienkriegs schlossen sich 1956 Aktivisten der Parti communiste français aus der Gruppe La Voie communiste (Der kommunistische Weg) an (zu der auch Félix Guattari gehörte).
Die PCI engagierte sich vor allem in antikolonialen Kämpfen, indem sie die Unabhängigkeit Algeriens (Unterstützung der FLN), die kubanische Revolution und die Befreiungsbewegung in Vietnam unterstützte, sowie durch ihre kritische Unterstützung für Tito beim Bruch Jugoslawiens mit der UdSSR.
Die Partei organisierte sich auch in der Union des étudiants communistes und gründete 1966 die Jeunesse communiste révolutionnaire (Revolutionäre Kommunistische Jugend, JCR) um Alain Krivine (seit 1960 Mitglied der PCI).

### Spaltungen, Auflösung und Nachfolgeorganisationen
Im Laufe ihrer Geschichte erlebte die PCI mehrere Spaltungen, manchmal in Form von einfachen Abgängen von Persönlichkeiten.
- Bereits 1945 verließ David Rousset die Partei, um 1948 mit Jean-Paul Sartre das Rassemblement démocratique révolutionnaire[A 2] (RDR) zu gründen.
- 1947 verließ die Gruppe Socialisme ou barbarie (Sozialismus oder Barbarei, mit Cornelius Castoriadis und Claude Lefort) die Partei und entwickelte sich zu rätekommunistischen Positionen, die die UdSSR als Staatskapitalismus und nicht als „degenerierten Arbeiterstaat“ betrachteten.
- 1948 wurde die Gruppe um Yvan Craipeau ausgeschlossen. Dieser trat der Parti socialiste unifié bei; andere Mitglieder, wie Jean-René Chauvin[23], dem RDR und wurden aufgrund dieser Doppelmitgliedschaft ausgeschlossen.[24]
- 1953 wurde eine Mehrheit der Aktivisten von einer Minderheit um Pierre Frank und Michèle Mestre[25] aus der PCI ausgeschlossen: Diese Mehrheit lehnte die Linie des Entrismus innerhalb der stalinistischen Parteien ab, die damals von der pablistischen Mehrheit der Vierten Internationale befürwortet wurde, die den Sieg der stalinistischen kommunistischen Parteien als unmittelbar bevorstehend betrachtete. Diese Mehrheit, die als Lambertisten[26] bezeichnet wurde und den Namen Organisation communiste internationaliste[A 3] (Internationalistische Kommunistische Organisation, OCI) trug, verwendete eine Zeit lang ebenfalls weiterhin den Namen PCI. So gab es bis 1968 zwei PCI in Frankreich.

Die PCI, die im Mai 1968 in der Studentenbewegung aktiv war, wurde am 12. Juni 1968 zusammen mit der JCR von der Regierung aufgelöst. Doch bereits Anfang Juni 1968 begann die PCI mit den Vorbereitungen für eine Fusion mit der JCR und zwei anderen Organisationen, um 1969 die Ligue communiste zu gründen. Die Ligue Communiste wurde 1973 vom Innenminister Raymond Marcellin nach einem Angriff auf eine Versammlung des rechtsradikalen Ordre Nouveau aufgelöst und formierte sich 1974 unter dem Namen Ligue communiste révolutionnaire neu.